# Sônia Braga
Sonia Maria Campos Braga (Maringá, Paraná, Brasil, 8 de juny 1950) és una actriu brasilera, nominada per tres Globus d'Or i un Premi Emmy. És coneguda per les seves actuacions a Gabriela, O Beijo da Mulher Aranha, i Moon Over Parador. Les seves interpretacions a televisió inclouen Sex and the City, Alias, American Family i The Cosby Show.
Sonia Braga va néixer el 8 de juny de 1950, filla de Hélio Fernando Ferraz Braga i Maria Braga Jaci Campos, dissenyadora de vestits de Maringá. Les seves germanas són Ana Júlia i Hélio, i és tia d'Alice Braga Moraes, també actriu. Tota la familia es va traslladar a Curitiba i després a Campinas. Braga tenia vuit anys quan el seu pare morí, i va anar a una escola de convent a São Paulo. De jove va treballar al Bufet Torres com a recepcionista.

## Filmografia
| Any  | Pel·lícula                                           | Interpretació                        | Observacions |
| ---- | ---------------------------------------------------- | ------------------------------------ | --- |
| 1968 | The Red Light Bandit                                 | Víctima                              | |
| 1970 | Cleo e Daniel                                        | Sandra                               | |
| 1970 | A Moreninha                                          | Carolina                             | |
| 1971 | O Capitão Bandeira Contra o Dr. Moura Brasil         | noi                                  | |
| 1973 | Mestiça, a Escrava Indomável                         | Mestissa                             | |
| 1975 | O Casal                                              | Maria Lúcia                          | |
| 1976 | Dona Flor and Her Two Husbands                       | Dona Flor (Florípides) Guimarães     | Nominació − BAFTA a la millor actriu nouvinguda |
| 1978 | Lady on the Bus aka A Dama do Lotação                | Solange                              | |
| 1981 | I Love You                                           | Maria                                | |
| 1983 | Gabriela, Cravo e Canela                             | Gabriela                             | |
| 1985 | O Beijo da Mulher Aranha                             | Leni Lamaison / Marta / Spider Woman | Nominació − Globus d'Or a la millor actriu secundària |
| 1988 | The Milagro Beanfield War                            | Ruby Archuleta                       | |
| 1988 | Moon Over Parador                                    | Madonna Mendez                       | Nominació − Globus d'Or a la millor actriu secundària |
| 1990 | El principiant (The Rookie)                          | Liesl                                | |
| 1993 | Roosters                                             | Juana Morales                        | |
| 1994 | The Burning Season                                   | Regina de Carvalho                   | Nominació − Globus d'Or a la millor actriu secundària en sèrie, minisèrie o telefilm Nominació − Primetime Emmy a la millor actriu secundària en minisèrie o especial |
| 1995 | Two Deaths                                           | Ana Puscasu                          | |
| 1996 | Tieta do Agreste                                     | Tieta                                | |
| 1999 | From Dusk Till Dawn 3: The Hangman's Daughter        | Quixtla                              | |
| 2001 | Perfume                                              | Irene Mancini                        | |
| 2001 | Memórias Póstumas                                    | Marcela                              | |
| 2001 | Mirada d'àngel (Angel Eyes)                          | Josephine Pogue                      | |
| 2002 | Empire                                               | Iris                                 | |
| 2003 | Testosterone                                         | mare de Pablo                        | |
| 2004 | Amália Traïda                                        | Amália Rodrigues                     | Curtmetratge |
| 2004 | Scene Stealers                                       | Celia Crouch                         | |
| 2005 | Che Guevara                                          | Celia                                | |
| 2005 | Marilyn Hotchkiss' Ballroom Dancing and Charm School | Tina                                 | |
| 2006 | Sea of Dreams                                        | Nurka                                | |
| 2006 | Bordertown                                           | Teresa Casillas                      | |
| 2006 | The Hottest State                                    | Sra. Garcia                          | |
| 2010 | An Invisible Sign                                    | Mare                                 | |
| 2010 | Lope                                                 | Paquita                              | |
| 2012 | The Wine of Summer                                   | Eliza                                | |
| 2016 | Aquarius                                             | Clara                                | |

## Televisió
| Any  | Títol                             | Interpretació                                          | Observacions                                |
| ---- | --------------------------------- | ------------------------------------------------------ | ------------------------------------------- |
| 1969 | A Menina do Veleiro Azul          |                                                        | Sèrie de TV brasilera                       |
| 1970 | Irmãos Coragem                    | Lídia Siqueira                                         | Sèrie de TV brasilera                       |
| 1972 | Vila Sésamo                       | Ana Maria                                              | Sèrie de TV brasilera                       |
| 1972 | Selva de Pedra                    | Flávia                                                 | Brazilian TV soap opera                     |
| 1972 | Somos Todos do Jardim de Infância |                                                        | TV movie                                    |
| 1974 | Fogo Sobre Terra                  | Brisa                                                  | Sèrie de TV brasilera                       |
| 1975 | Gabriela                          | Gabriela                                               | Sèrie de TV brasilera                       |
| 1976 | Saramandaia                       | Marcina                                                | Sèrie de TV brasilera                       |
| 1977 | Espelho Mágico                    | Camila/Cinthia Levy                                    | Sèrie de TV brasilera                       |
| 1978 | Dancin' days                      | Júlia de Souza Matos                                   | Sèrie de TV brasilera                       |
| 1980 | Chega Mais                        | Gelly                                                  | Sèrie de TV brasilera                       |
| 1986 | The Cosby Show                    | Anna Maria Westlake                                    | 2 episodis                                  |
| 1987 | The Man Who Broke 1,000 Chains    | Emily Del Pino Pacheco                                 | pel·lícula de TV                            |
| 1991 | The Last Prostitute               | Loah                                                   | pel·lícula de TV                            |
| 1992 | Tales from the Crypt              | Sophie Wagner                                          | 1 episodi: ("This'll Kill Ya")              |
| 1994 | The Burning Season                | Regina de Carvalho                                     | Pel·lícula de TV                            |
| 1995 | Streets of Laredo                 | Maria Garza                                            | Miniseries                                  |
| 1995 | Moses                             | Sephora                                                | Pel·lícula de TV                            |
| 1997 | Money Play$                       | Irene                                                  | Pel·lícula de TV                            |
| 1998 | Four Corners                      | Carlota Alvarez                                        |                                             |
| 1998 | A Will of their Own               | Jessie Lopez De La Cruz                                | Miniseries                                  |
| 1999 | Força de um Desejo                | Baronesa Helena Menezes de Albuquerque Silveira Sobral | Sèrie de TV brasilera                       |
| 2000 | Family Law                        | Beatrice Valdez                                        | 1 episodi: ("Echoes")                       |
| 2001 | The Judge                         | Lily Acosta                                            | Pel·lícula de TV                            |
| 2001 | Sex and the City                  | Maria Diega Reyes                                      | 3 episodis                                  |
| 2002 | American Family                   | Berta Gonzalez                                         | 11 episodis                                 |
| 2002 | George Lopez                      | Emilina Palmero                                        | 1 episodi: ("Meet the Cuban Parents")       |
| 2003 | Law & Order                       | Helen                                                  | 1 episodi: ("Genius")                       |
| 2005 | CSI: Miami                        | Dona Marta Cruz                                        | 1 episodi: ("Identity")                     |
| 2005 | Alias                             | Elena Derevko / Sophia Vargas                          | 5 episodis                                  |
| 2005 | Ghost Whisperer                   | Estella de la Costa                                    | 1 episodi: ("Shadow Boxer")                 |
| 2006 | Páginas da Vida                   | Tônia (Antônia Werneck)                                | Sèrie de TV brasilera                       |
| 2007 | Donas de Casa Desesperadas        | Alice Monteiro                                         | Sèrie de TV brasilera                       |
| 2010 | As Cariocas                       | Julia                                                  | 1 episodi: ("A Adúltera da Urca")           |
| 2010 | Brothers & Sisters                | Gabriela                                               | 2 episodis                                  |
| 2011 | Tapas & Beijos                    | Helô Siqueira                                          | Episodi: ("A Bolsa do Camelô")              |
| 2014 | Royal Pains                       | Lorena Correia                                         | 6 temporada                                 |
| 2014 | Warehouse 13                      | Alicia                                                 | 5 temporada, Episodi 4 ("Savage Seduction") |